# Троїцька балка
44°36′42″ пн. ш. 33°33′57″ сх. д. / 44.61167° пн. ш. 33.56583° сх. д.
Троїцька балка — балка в Нахімовському районі Севастополя на Корабельній стороні. Розташована за Кілен-балкою в сторону Інкермана і впадає в Севастопольську бухту за 2,7 км на схід від мису Павловського. У гирлі балки є катерних причал місцевих морських пасажирських ліній. У другій половині XVIII століття в цій балці була церква Святої Трійці, звідси і топонім.

## З історії
У штольнях балки на початку листопада 1941 року розміщувався спецкомбінат № 1. В найкоротший термін (близько двох тижнів) були змонтовані верстати, налагоджені допоміжні служби. До кінця листопада спецкомбінат видав перші партії 50 і 82-мм мінометів, мін, гранат. Спецкомбінат працював до 27 червня 1942 року. 30 червня, коли робітники спецкомбінату залишившись без електроенергії, він був підірваний.